# Christophe Alphonse Geoffrion
Pour l’article homonyme, voir Geoffrion.
Christophe Alphonse Geoffrion (23 novembre 1843-18 juillet 1899) est un avocat et homme politique fédéral du Québec.

## Biographie
Né à Varennes dans le Canada-Est, M. Geoffrion effectua un Bachelor of Civil Law à l'Université McGill. Admis au Barreau en 1866, il pratiqua et enseigna le droit à McGill. 
Élu député du Parti libéral du Canada dans la circonscription fédérale de Verchères lors d'une élection partielle déclenchée après le décès du député sortant en 1895, il fut réélu dans Chambly—Verchères en 1896. Durant sa carrière parlementaire, il fut ministre sans portefeuille de 1896 à son décès en 1899.
Son frère, Félix Geoffrion, le précéda à titre député de Verchères et un autre de ses frères, Victor Geoffrion, lui succéda à titre député fédéral de Chambly—Verchères de 1900 à 1911.